# هارولد بودینگتون
هارولد بودینگتون (انگلیسی: Harold Boddington؛ زادهٔ) بازیکن فوتبال است.
از باشگاه‌هایی که در آن بازی کرده‌است می‌توان به باشگاه فوتبال میدلزبرو اشاره کرد. 